# Duodeno
En el aparato digestivo, el duodeno es la parte del intestino delgado que conecta el estómago con el yeyuno. El vocablo «duodeno» procede del latín duodenum digitorum y este traducido del griego δωδεκαδακτύλη dōdekadaktýlē, literalmente «de doce dedos de longitud», esto es porque los antiguos anatomistas decían que medía doce traveses de dedos, es decir unos 25 centímetros.
El duodeno está situado en la parte posterior y superior del abdomen, en el retroperitoneo, siendo la única porción del intestino delgado que se encuentra fijo, y está formado totalmente por músculo liso.
Comienza en el píloro a la altura de L1 (límite proximal), la abertura de la parte inferior del estómago por la que vacía su contenido en el intestino. Termina en la flexura duodenoyeyunal a la altura de L2 (límite distal), que lo separa del yeyuno.
Su inflamación da lugar a la duodenitis, y se suele asociar a gastritis o úlceras.
Después de que los alimentos se combinan con el ácido gástrico, descienden al duodeno, donde se mezclan con la bilis proveniente de la vesícula biliar y los jugos digestivos del páncreas. La absorción de vitaminas, minerales y otros nutrientes comienza en el duodeno.
Anatohistológicamente el duodeno cuenta con 5 capas:

1. Túnica serosa o peritoneal
2. Tela subserosa
3. Túnica muscular
4. Tela submucosa
5. Túnica mucosa

El duodeno tiene forma de C, formando cuatro ángulos de aproximadamente 90 grados, que comprenden cuatro partes:

1. Porción superior o duodenal: Se dirige hacia la derecha y atrás hasta contactar con el páncreas, desde el píloro hasta el cuello de la vesícula biliar, a la altura de la segunda vértebra lumbar. Se relaciona también con la arteria gastroduodenal y la vena porta. El epiplón menor contiene dentro del colédoco, la arteria hepática y la vena porta. El agujero epiplóico o Hiato de Winslow se ubica a la derecha del ligamento y permite la comunicación del espacio infrahepático con la transcavidad de los epiplones. Está vascularizado por las pancreaticoduodenales superiores. Es la región típica de la úlcera duodenal.
2. Porción descendente: Rodea el borde derecho de la cabeza del páncreas. En su cara posterior y medial desembocan el conducto colédoco (drenaje biliar) y el conducto de Wirsung y Santorini (jugo pancreático). Uno de estos dos últimos suele desembocar junto con el colédoco. La zona donde desembocan estos conductos se denomina papila duodenal. Está vascularizado por las pancreaticoduodenales superiores. Esta es la porción que se suele obstruir en los casos de cáncer de páncreas.
3. Porción horizontal: Es la porción más larga. Se dirige hacia la izquierda, por debajo de los vasos mesentéricos superiores y de la aorta. En la parte posterior tiene contacto con el origen de la arteria mesentérica inferior. Es la zona típica de aplastamiento traumático del abdomen contra la columna vertebral.
4. Porción ascendente: Por el borde izquierdo de la columna vertebral, desde la cuarta hasta la segunda vértebra lumbar, donde termina en la flexura duodenoyeyunal.

## Imágenes adicionales

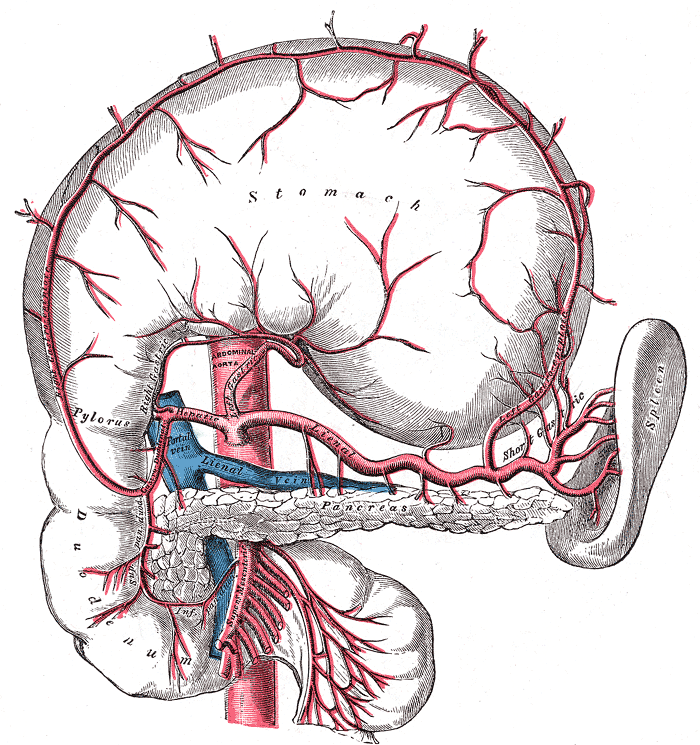
Arteria celiaca y sus ramas, el estómago está traccionado y el peritoneo removido
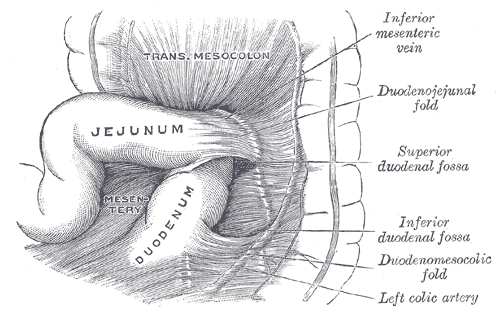
Fosa duodenal superior e inferior
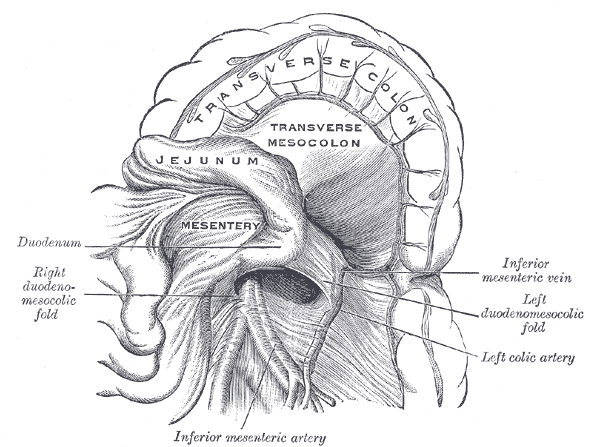
Fosa duodenoyeyunal
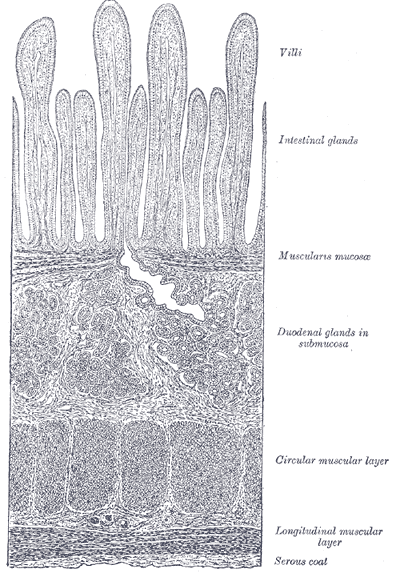
Sección de duodeno de gato
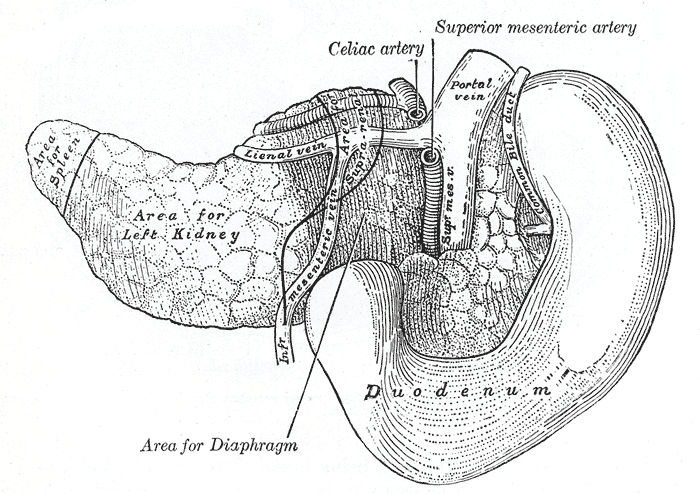
Páncreas y duodeno visto desde atrás
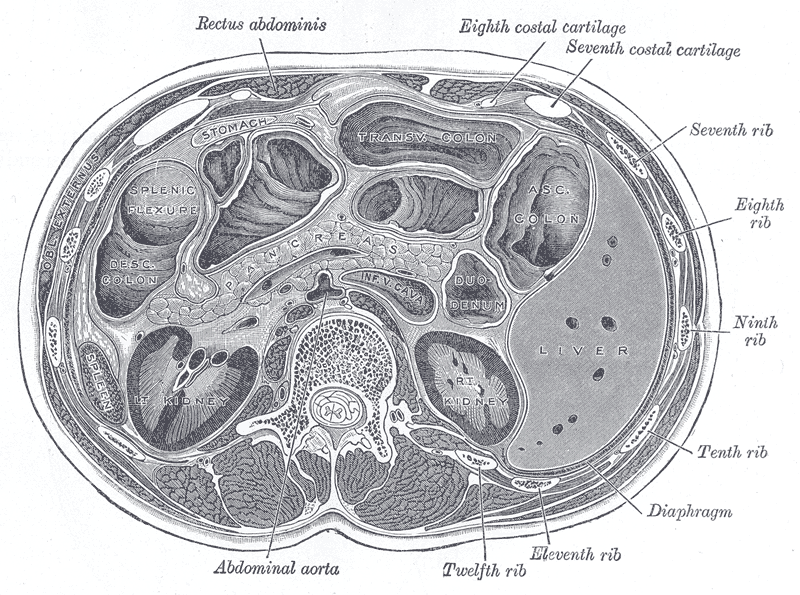
Sección transversal a través del medio de L1, mostrando su relación con el páncreas
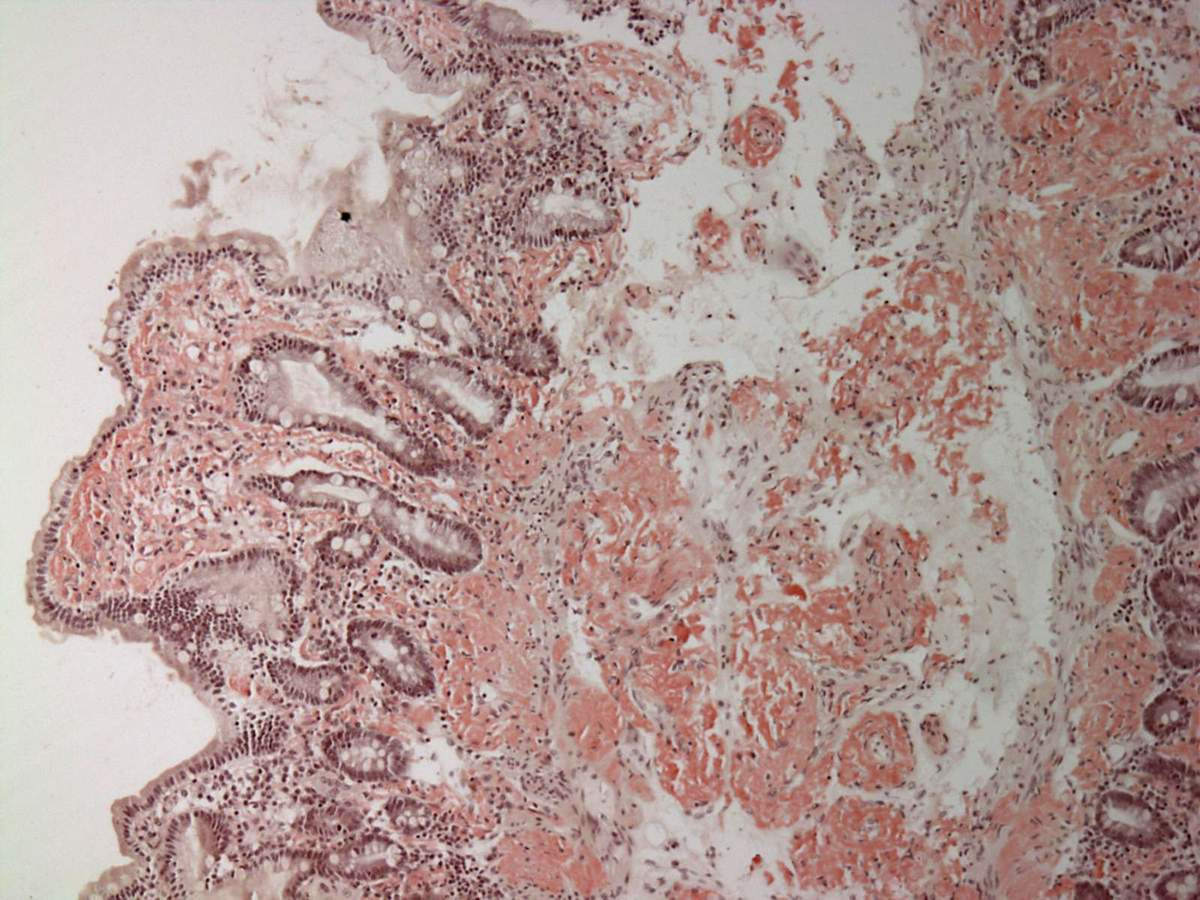
Duodeno con depósito de amiloide en lámina propia
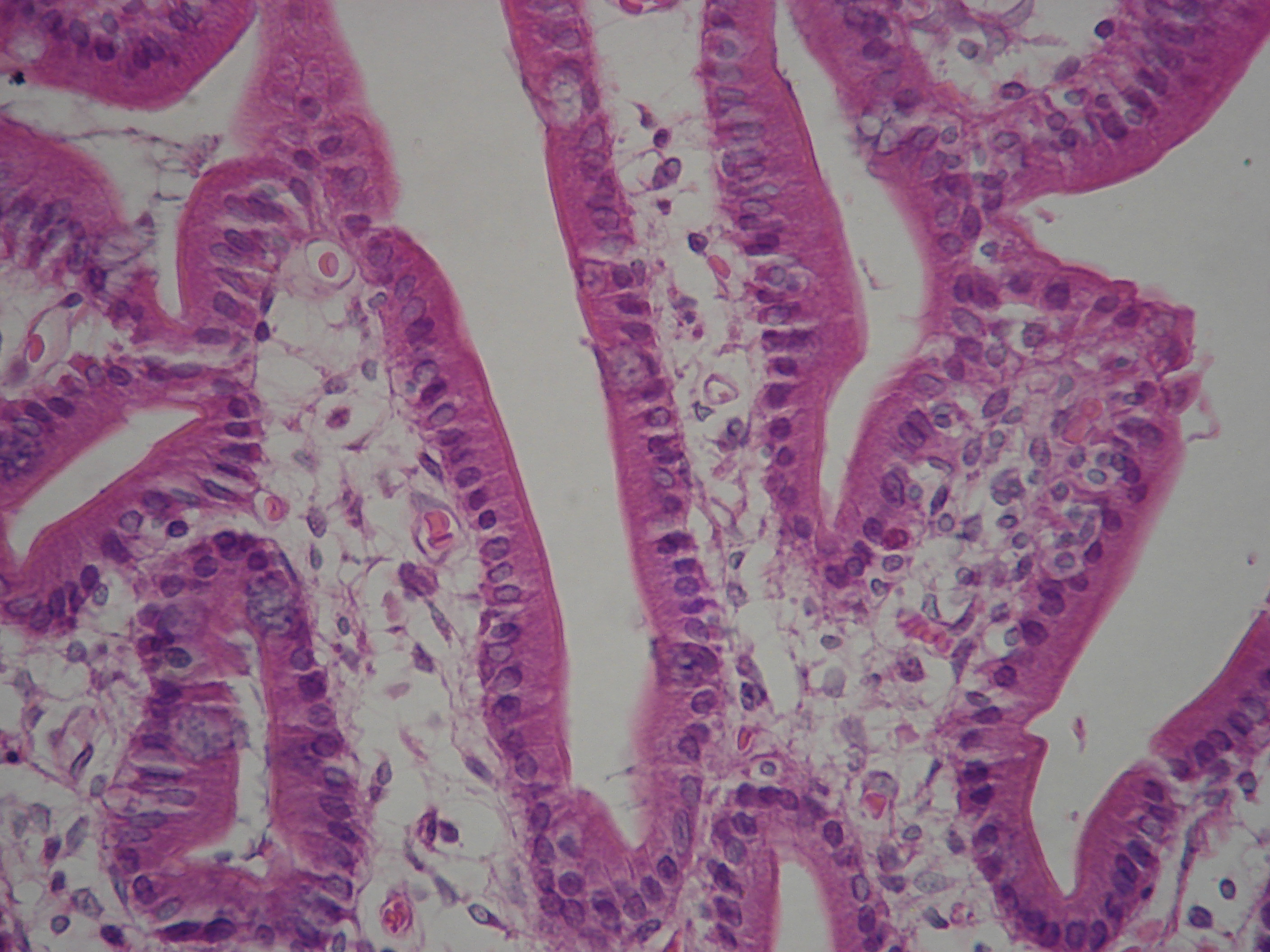
Ribete de cepillo y microvellosidades duodenales
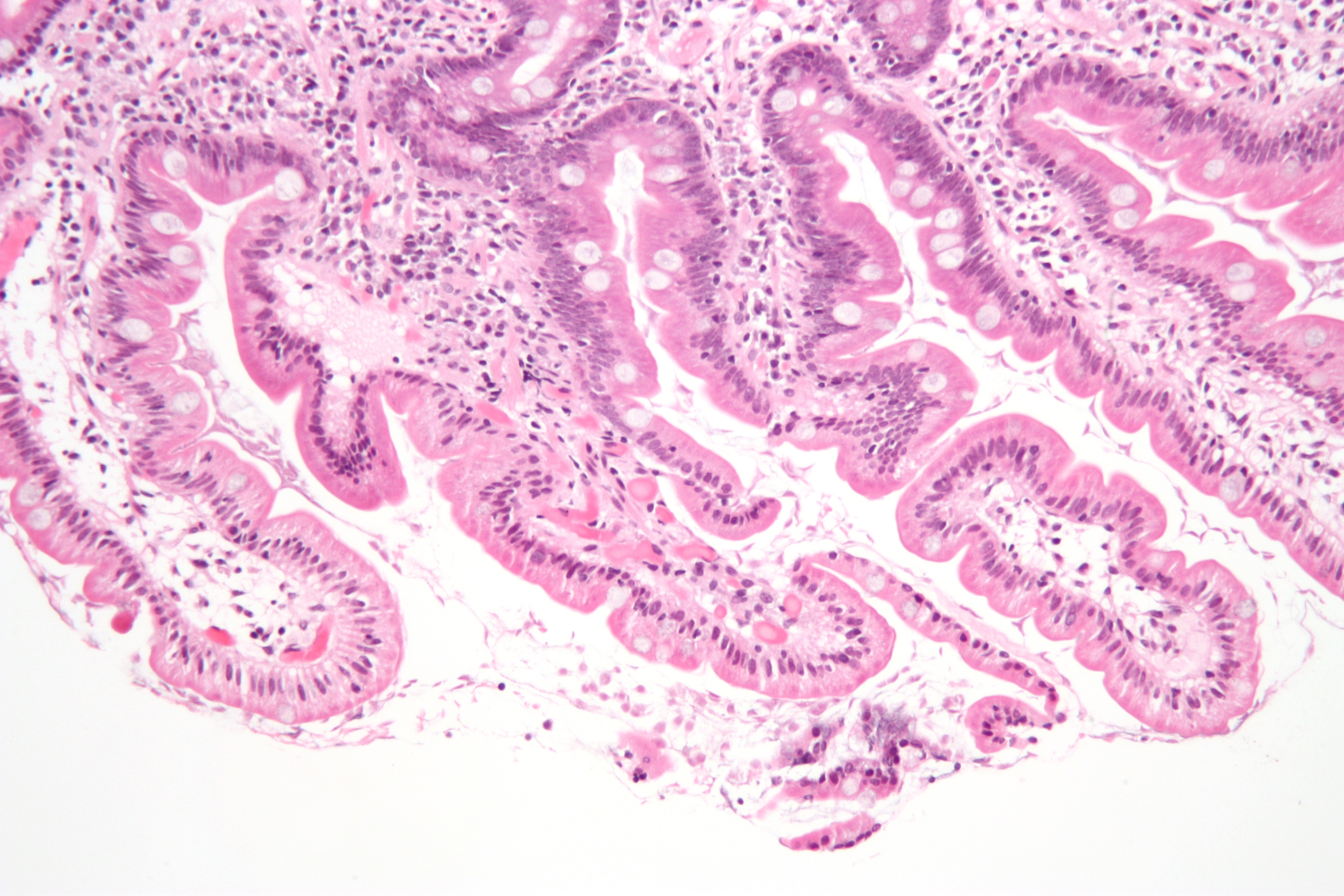
Micrografía mostrando giardiasis en biopsia duodenal.